# Krzysztof Nitkiewicz
Krzysztof Nitkiewicz (ur. 17 lipca 1960 w Białymstoku) – polski duchowny rzymskokatolicki, doktor prawa kanonicznego, biskup diecezjalny sandomierski od 2009.

## Życiorys
Urodził się 17 lipca 1960 w Białymstoku. Ukończył tamtejsze V Liceum Ogólnokształcące im. Jana III Sobieskiego. W latach 1979–1985 odbył studia w Archidiecezjalnym Wyższym Seminarium Duchownym w Białymstoku. Studia musiał przerwać na czas odbycia służby wojskowej w jednostce w Bartoszycach. Święceń prezbiteratu udzielił mu 19 czerwca 1985 biskup Edward Kisiel, administrator apostolski archidiecezji w Białymstoku. Magisterium z teologii uzyskał na Katolickim Uniwersytecie Lubelskim. W latach 1986–1991 odbył studia specjalistyczne w zakresie prawa kanonicznego na Papieskim Uniwersytecie Gregoriańskim w Rzymie, które ukończył z doktoratem.
W latach 1985–1986 pracował jako wikariusz w parafii św. Antoniego Padewskiego w Sokółce. W trakcie studiów doktoranckich w Rzymie w latach 1986–1989 był duszpasterzem Polaków w obozie dla uchodźców w Pavonie. W latach 1991–1992 pracował jako wiceoficjał Sądu Metropolitalnego w Białymstoku i wykładowca prawa kanonicznego w białostockim seminarium duchownym. Był również katechetą w VI Liceum Ogólnokształcącym w Białymstoku. Od 1992 ponownie przebywał w Rzymie, pracując jako urzędnik Kongregacji ds. Kościołów Wschodnich. W 2002 objął funkcję podsekretarza tej dykasterii. Rok później został radcą w Najwyższej Radzie Papieskich Dzieł Misyjnych. Pracę w kongregacji łączył z posługą duszpasterską w kościele św. Klemensa na Monte Sacro oraz wśród rzymskich skautów. W lutym 2009 został rektorem ormiańskiego kościoła św. Błażeja w Rzymie. W latach 1995–2008 był postulatorem w procesie beatyfikacyjnym księdza Michała Sopoćki. W 1996 otrzymał godność kapelana honorowego, a w 2006 prałata honorowego Jego Świątobliwości. W 2002 został kanonikiem gremialnym Białostockiej Kapituły Metropolitalnej.
13 czerwca 2009 papież Benedykt XVI mianował go biskupem diecezjalnym diecezji sandomierskiej. 4 lipca 2009 otrzymał święcenia biskupie i odbył ingres do bazyliki katedralnej Narodzenia Najświętszej Maryi Panny w Sandomierzu. Głównym konsekratorem był arcybiskup Józef Kowalczyk, nuncjusz apostolski w Polsce, zaś współkonsekratorami Józef Życiński, arcybiskup metropolita lubelski, i Sławoj Leszek Głódź, arcybiskup metropolita gdański. Jako zawołanie biskupie przyjął słowa „Misericordias Domini cantabo” (Będę wysławiał Boże Miłosierdzie). W 2017 zwołał III synod diecezji sandomierskiej, zakończony w 2022.
W strukturach Konferencji Episkopatu Polski objął funkcje przewodniczącego Zespołu ds. Kontaktów z Polską Radą Ekumeniczną oraz Rady ds. Ekumenizmu, a także członka Kościelnej Komisji Konkordatowej i Zespołu ds. Ruchów Intronizacyjnych. Ponadto został konsultorem Papieskiej Rady ds. Tekstów Prawnych i członkiem Międzynarodowej Komisji Mieszanej ds. Dialogu Teologicznego pomiędzy Kościołem katolickim i Kościołem prawosławnym.